# Леннокс, Эмили
Леди Эмили Леннокс (англ. Lady Emily Lennox; 6 октября 1731 — 27 марта 1814, Площадь Гросвенор, Большой Лондон) — вторая из знаменитых сестёр Леннокс, дочерей Чарльза Леннокса, 2-го герцога Ричмонд (незаконного потомка короля Англии Карла II от одной из фавориток). Была замужем за Джеймсом Фицджеральдом, 1-й герцогом Лейнстером.

## Биография
7 февраля 1747 года леди Эмили вышла замуж за Джеймса Фицджеральда, 20-го графа Килдэр. После свадьбы в Лондоне супруги вернулась в Ирландию, на родину Фицджеральда, и жили сначала в Ленстер-хаусе, а затем перебрались Картон-хаус. По завещанию отца леди Эмили была опекуншей своих младших сестёр Луизы, Сары и Сесилии.
Их брак был счастливым, несмотря на измены лорда Килдэра. У супругов было девятнадцать детей:
1. Джордж Фицджеральд, граф Оффали (15 января 1748 — 26 сентября 1765), умер в возрасте семнадцати лет.
2. Уильям Фицджеральд, 2-й герцог Лейнстер (12 марта 1749 — 20 октября 1804), в 1775 году женился на достопочтенной Эмилии Сент-Джордж (дочь Сент-Джорджа Ашера Сент-Джорджа, 1-го барона Сент-Джорджа), девять детей.
3. леди Кэролайн Фицджеральд (21 июня 1750 — 13 апреля 1754), умерла в возрасте трёх лет.
4. леди Эмили Мэри Фицджеральд (15 марта 1751 — 8 апреля 1818), в 1774 году вышла замуж за Чарльза Кута, 1-го графа Белломонта; пятеро детей.
5. леди Генриетта Фицджеральд (9 декабря 1753 — 10 сентября 1763), умерла в возрасте девяти лет.
6. леди Кэролайн Фицджеральд (род. и ум. в апреле 1755)
7. Чарльз Фицджеральд, 1-й барон Лекаль (30 июня 1756 — 30 июня 1810), был дважды женат, имел двоих внебрачных детей.
8. леди Шарлотта Мэри Гертруда Фицджеральд (29 мая 1758 — 13 сентября 1836), в 1789 году вышла замуж за Джозефа Струтта, четверо детей.
9. леди Луиза Бриджит Фицджеральд (19 июня 1760 — январь 1765), умерла в возрасте четырёх лет.
10. лорд Генри Фицджеральд (30 июля 1761 — 8 июля 1829), в 1791 году женился на Шарлотте Бойл-Уолсингем, двенадцать детей.
11. леди София Сара Мэри Фицджеральд (26 сентября 1762 — 21 марта 1845).
12. лорд Эдвард Фицджеральд (15 октября 1763 — 4 июня 1798), в 1792 году женился на Стефани Кэролайн Энн Симс, трое детей.
13. лорд Роберт Стивен Фицджеральд (1765 — 2 января 1833), дипломат; женился на Софии Шарлотте Филдинг, имел детей.
14. лорд Джеральд Фицджеральд (январь 1766 — 1788), погиб при кораблекрушении корабля, на котором служил.
15. лорд Август Фицджеральд (15 января 1767 — 2 января 1771), умер в возрасте трёх лет.
16. леди Фанни Фицджеральд (28 января 1770 — 1775), умерла в возрасте пяти лет.
17. леди Люси Энн Фицджеральд (5 февраля 1771 — 1851), в 1802 году вышла замуж за адмирала сэра Томаса Фоли.
18. леди Луиза Фицджеральд (1772—1776), умерла в возрасте четырёх лет.
19. лорд Джордж Саймон Фицджеральд (16 апреля 1773 — май 1783), признан сыном лорда Килдэра, но на самом деле его биологическим отцом был Уильям Огилви, наставник детей Фицджеральдов.

Лорду Килдэру были последовательно пожалованы титулы маркиза Килдэра и герцога Лейнстера в знак признания его вклада в политику своей страны. Отчасти именно влияние герцога привело к ссоре между герцогиней и её старшей сестрой Кэролайн Фокс, 1-й баронессой Холланд.

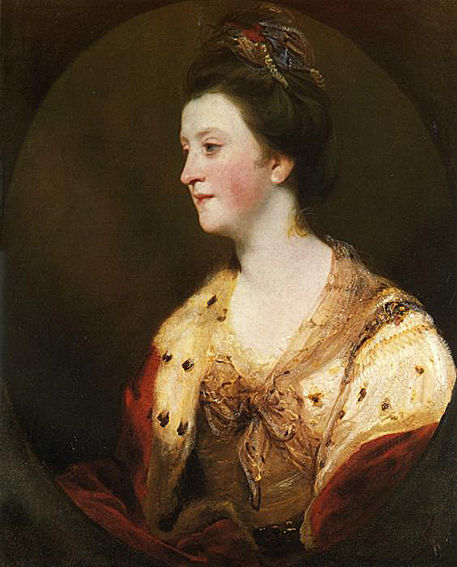
Портрет герцогини Лейнстер кисти Джошуа Рейнольдса (1770-е)

После смерти лорда Килдэра 19 ноября 1773 года Эмили вышла замуж за наставника своих детей, Уильяма Огилви, 26 августа 1774 года. Эмили и Огилви завели роман за несколько лет до этого в Фрескати-хаусе. Несмотря на повторный брак, она продолжала называться вдовствующей герцогиней Лейнстер.
Огилви, на девять лет младше неё, был биологическим отцом её младшего сына от первого брака. После свадьбы у них родились ещё трое детей:
1. Сесилия Маргарет Огилви (9 июля 1775 — 1824), в 1795 году вышла замуж за Чарльза Локка, три дочери.
2. Шарлотта Огилви (род. и ум. в 1777 году)
3. Эмили Шарлотта «Мими» Огилви (май 1778 — 22 января 1832), в 1799 году вышла замуж за Чарльза Джорджа Боклерка, тринадцать детей.

Покойный герцог Лейнстер оставил супруге такое щедрое содержание, что леди Эмили и Огилви жили в большем достатке, чем её сын Уильям, 2-й герцог Лейнстер, которому приходилось содержать два особняка, обеспечить приданное трём сёстрам и платить содержание двум младшим братьям. Леди Эмили пережила 2-го герцога, а её большое содержание и траты 1-го герцога на строительство особняков сильно сократили состояние Лейнстеров.
Леди Эмили пережила четырнадцать своих детей. Она скончалась 27 марта 1814 года в Лондоне.

## В кинематографе
В 1999 году на BBC One вышел в эфир мини-сериал «Аристократы», рассказывающий про жизнь леди Эмили и её сестёр. Сериал основан на биографической книге Стеллы Тиллярд, вышедшей в 1994 году. Джеральдин Сомервилль и Шан Филлипс исполнили роль молодой и пожилой леди Эмили, соответственно.